# Gymnasialprofessor
Gymnasialprofessor är i tyska språkområdet en titel för vissa gymnasielärare. Titeln används nu enbart i Österrike. På svenska har titeln använts tillfälligt om tyska förhållanden. I Svenska Akademiens ordbok nämns ej titeln, utom att det osammansatta ”professor” kan motsvara lektor vid gymnasium i fråga om äldre svenska eller utländska förhållanden.